# Herzogtum Wiślica

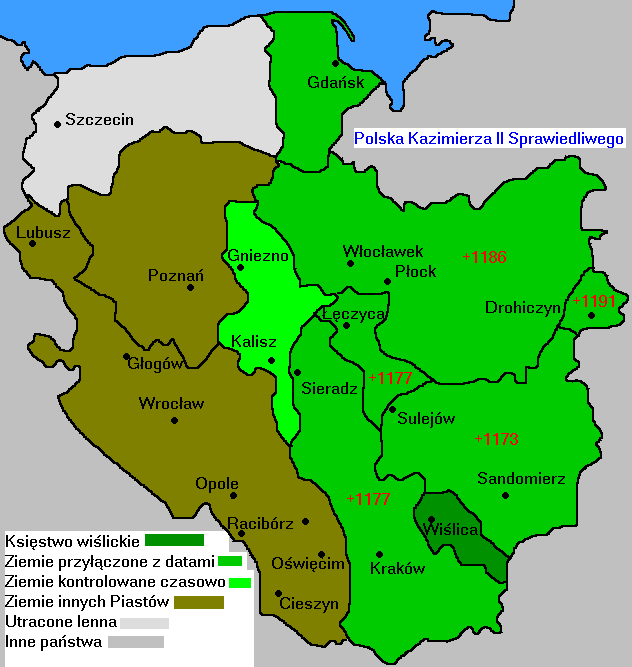
Herzogtum Wiślica Ende des 12. Jahrhunderts (dunkelgrün)

Das Herzogtum Wiślica (polnisch Księstwo wiślickie, lateinisch Visliciensis) war ein Teilfürstentum Polens von 1166 bis 1173 und von 1230 bis 1234 mit der Hauptfeste Wiślica.

## Geschichte
1166 verstarb der Herzog von Sandomir Heinrich von Sandomir kinderlos. Gemäß seinem Willen, sollten seine Ländereien an Kasimir den Gerechten fallen. Stattdessen wurden sie jedoch von Boleslaus Kraushaar besetzt. Auf Druck der anderen polnischen Herzöge löste er jedoch aus dem Herzogtum Sandomir das Herzogtum Wiślica herausgelöst und übergab es Kasimir dem Gerechten. 1173 gelang es Kasimir dem Gerechten auch das Herzogtum Sandomir zu erlangen und er vereinigte beide Herzogtümer wieder. 1230 wurde das Herzogtum Sandomir unter Konrad von Masowien wieder geteilt. Das Herzogtum Wiślica übergab er dem noch minderjährigen Boleslaus dem Schamhaften, die Regentschaft für diesen führte Gremislawa von Luzk, sie musste jedoch bald die Herrschaft Heinrich des Bärtigen von Schlesien anerkennen. 1241 wurde Wiślica beim Ersten Mongolensturm zerstört und verlor zunächst an Bedeutung. Das Herzogtum wurde wieder mit dem Herzogtum Sandomir vereint.

## Herzöge
- Kasimir II. (Polen) 1166–1173
- Bolesław V. (Polen) 1230–1234, unter der Regentschaft von Gremislawa von Luzk